# 地球儀 (芸能事務所)
株式会社地球儀（ちきゅうぎ）は、日本の芸能事務所。主に俳優、声優のマネージメントを行っている。
2020年、スターダス・21を退所したメンバーを中心に設立した。

## 所属俳優・声優

### 女性
- 荒威ばる
- 石塚奈津美
- 石村みか
- 内田晴子
- 内田尋子
- 枝元萌
- 勝平ともこ
- くらたみさ
- 小舘絵梨
- 櫻あゆこ
- 羽鳥名美子
- 蓬萊照子
- 福寿奈央
- 松本みゆき
- もりももこ（業務提携）
- 山口礼子
- 山田茉亜紗
- 涌井とも子

### 男性
- 阿部伸勝
- 伊原農
- 浦川拓海
- 大髙雄一郎
- 小沢日出晴
- 小田桐一
- 加藤忠可
- 狩野和馬
- 鎌田規昭
- 唐沢龍之介
- 菊地啓介
- 葛山陽平
- 紺野相龍
- 佐瀬弘幸
- 椎名一浩
- 長克巳
- 鶴町憲
- 友松栄
- 中村シユン
- 西山聡
- 野口雄介
- 福井晋
- 古澤裕介
- 真矢野靖人
- 山森信太郎
- 湯沢勉

### ナレーター
- 石原辰己
- 久保田秀
- 長克巳

## かつて所属していた主な俳優・声優
- 原千果子